# A Mili
A Mili, artiestenaam van Milaisa Breeveld (Paramaribo, 10 juli 1990), is een Surinaams zangeres. In eigen land bereikten twee singles van haar de hitlijsten, Omin lobi (2014) en Geblinddoekt (2015). Ze vertrok hierna naar Nederland en won in 2018 de eerste prijs tijdens het Open Podium Twente en later dat jaar de Paul Smits Award-publieksprijs van Popronde in de Melkweg in Amsterdam. Tijdens het Eurovisiesongfestival van 2021 trad ze op tijdens de vertolking van Birth of a new age van Jeangu Macrooy.

## Biografie

### Suriname
Milaisa Breeveld werd in 1990 in Paramaribo geboren en is een dochter van de hoogleraar politicologie Hans Breeveld. Ook andere familieleden zijn bekende Surinamers, zoals haar tante Lucia (pastoor) en ooms Borger (acteur en filmmaker), Carl (theoloog en politicus) en Clarence (zanger en gitarist).
Ze zingt sinds haar vierde, zowel alleen als met haar vader met toen spirituals of blues. Onder zijn invloed begon ze aan een studie Bedrijfseconomie aan de Universiteit van Suriname. Muziek was volgens hem niet het beste paard om op te wedden en ze volgde daarmee zijn credo stabiliteit, geluk en wijsheid.
Ondertussen trad ze op met verschillende artiesten en ging in 2012 met reggaezanger Jahsenye (Vernon Delano) en MC Olu Abena met Artist On The Rise voor een muzikaal uitwisselingsproject van twee weken naar Nederland. In Nederland hoorde ze voor het eerst het woord 'conservatorium' en toen ze dit haar vader vertelde, zei hij: "er is ook hier een". Ze besloot hierop haar hart te volgen door haar studie Bedrijfseconomie te onderbreken en te starten aan het conservatorium van Suriname in het hoofdvak Zang.
In 2013 schreef en zong ze samen met Enver Panka en Garry Payton het promotielied voor de verkiezingen van het Nationaal Jeugdparlement. Verder speelde ze in deze tijd in een bandje, maakte jingles en bracht enkele hits uit die de hitlijsten bereikten: Omin lobi (2014) en Geblinddoekt (2015).
Tijdens een tour kreeg ze van de dancehall-artiest Turbulence de bijnaam A Mili. Omdat ze als Breeveld moest waken over haar achternaam en als A Mili het gevoel heeft meer zichzelf te kunnen zijn op het podium, besloot ze verder te gaan onder deze artiestennaam. Als afkorting van haar voornaam werd ze ervoor ook al Mili genoemd. In het Sranan betekent dit duizend, waarover ze vroeger wel zei: "Als ik kom, dan kom ik net als duizend man."

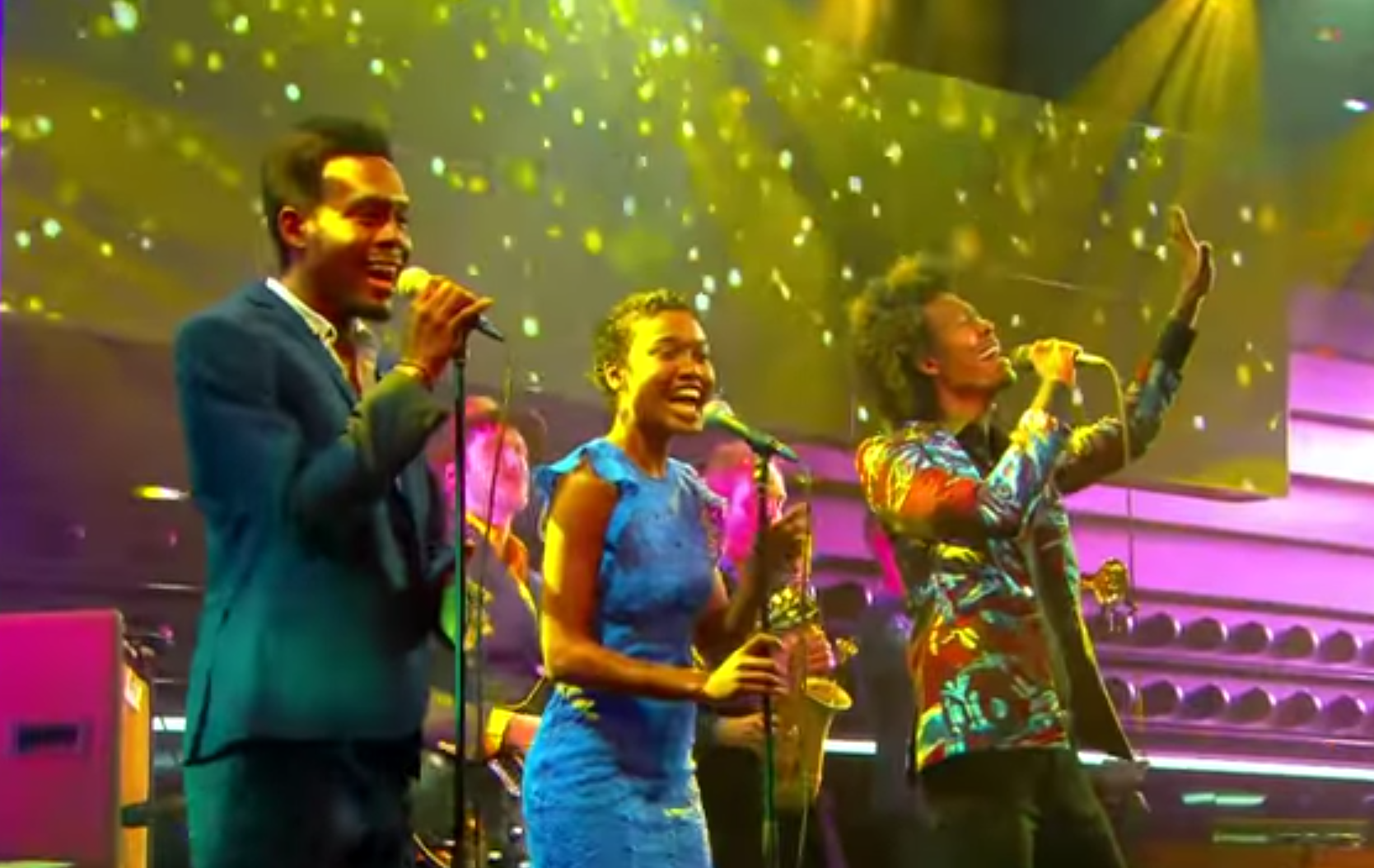
A Mili, geflankeerd door de tweelingbroers Xillan (links) en Jeangu (rechts) Macrooy

### Nederland
Medio 2015 besloot ze de overstap naar Nederland te maken en werd ze aangenomen op het ArtEZ Conservatorium (Popacademie) in Enschede. Op hetzelfde moment maakte Jeangu Macrooy de overstap van Suriname naar Enschede. Hier trekken ze muzikaal samen op.
In 2016 behaalde ze de derde plaats tijdens het Open Podium Twente en in mei 2018 deed ze opnieuw mee tijdens deze talentenjacht. Deze keer sleepte ze de eerste prijs in de wacht, waarmee een van haar dromen in vervulling ging. Ook lukte het haar dit jaar om voor een volle zaal op te treden tijdens het Booster Festival, een belangrijk showcase-festival van Oost-Nederland, en vervolgens won ze in november 2018 in de Melkweg in Amsterdam de publieksprijs van Popronde, de Paul Smits Award. Begin 2019 bracht ze haar eerste single in Nederland uit, getiteld Alleen. In augustus volgde haar tweede single, Kom eraan, samen met Mr. Weazley.
Gedurende de jaren bleef ze samenwerken met Jeangu Macrooy, waaronder sinds 2016 samen met diens broer Xillan Macrooy als achtergrondzangers. In 2021 traden zij drieën met daarbij de danser Gil The Grid op tijdens het optreden van Jeangu Macrooy op het Eurovisiesongfestival in Ahoy Rotterdam. Zij vertolken hier het nummer Birth of a new age.